# Jud Taylor
Pour les articles homonymes, voir Taylor.
Jud Taylor est un réalisateur, acteur et producteur américain né le 25 février 1932 à New York et mort le 6 août 2008.

## Filmographie

### comme réalisateur

#### Séries télévisées
- 1965 : Le Jeune Docteur Kildare (Dr. Kildare) (10 épisodes)
- 1965 : Des agents très spéciaux (The Man from U.N.C.L.E)
- 1965-1966 : A Man Called Shenandoah (en)
- 1966 : Ben Casey
- 1966 : Shane
- 1966 : Annie, agent très spécial (The Girl from U.N.C.L.E.)
- 1966 : Brigade criminelle (Felony Squad)
- 1966 : Le Fugitif (The Fugitive)
- 1967 : Captain Nice
- 1967 : T.H.E. Cat
- 1967 : The Second Hundred Years (en)
- 1967 : The Guns of Will Sonnett (en)
- 1968 : Judd, for the Defense (en)
- 1968-1969 : Star Trek
- 1969 : The Bold Ones: The New Doctors
- 1969 : Love, American Style
- 1969-1970 : Then Came Bronson (en)
- 1970-1971 : The Young Lawyers (en)
- 1971 : The Interns (en)
- 1971 : Longstreet
- 1971 : Mannix
- 1972 : The Rookies
- 1973-1974 : Hawkins (en)
- 1975 : Adams of Eagle Lake (en)
- 1976 : Future Cop
- 1977 : Lou Grant
- 1990 : Le Vieil Homme et la Mer (en) (The Old Man and the Sea)
- 1992-1993 : Kung Fu, la légende continue (Kung Fu: The Legend Continues)
- 2000-2004 : New York, unité spéciale (Law & Order: Special Victims Unit)

#### Téléfilms
- 1968 : Fade-In (en)
- 1970 : Weekend of Terror
- 1971 : Suddenly Single
- 1971 : Revenge
- 1972 : Say Goodbye, Maggie Cole
- 1973 : Egan
- 1974 : Winter Kill (en)
- 1974 : The Disappearance of Flight 412 (en)
- 1975 : La Recherche des dieux (Search for the Gods)
- 1976 : Return to Earth
- 1976 : Woman of the Year
- 1977 : Tail Gunner Joe
- 1977 : Mary White (en)
- 1977 : Christmas Miracle in Caufield, U.S.A. (en)
- 1978 : The Last Tenant
- 1978 : Lovey: A Circle of Children, Part II
- 1979 : Flesh & Blood
- 1980 : City in Fear (en)
- 1980 : Au nom de l'amour (en) (Act of Love)
- 1981 : Incident à Crestridge (Incident at Crestridge)
- 1982 : A Question of Honor
- 1983 : Packin' It In
- 1984 : L'Amour brisé (License to Kill)
- 1985 : Un tueur dans New York (en) (Out of the Darkness)
- 1985 : Méprise (Doubletake)
- 1987 : Les ordres de la loi (en) (Broken Vows)
- 1987 : Foxfire
- 1988 : La grande évasion 2 - L'histoire enfin révélée (The Great Escape II: The Untold Story)
- 1990 : Murder Times Seven
- 1990 : Kaléidoscope (en)
- 1992 : Au nom de ma fille (In My Daughter's Name)
- 1993 : Le Prophète du mal (Prophet of Evil: The Ervil LeBaron Story)
- 1994 : Guenièvre, l'autre légende
- 1995 : Secrets
- 1995 : L'Invité de Noël (en) (A Holiday to Remember)
- 1997 : Clover (en)

### comme acteur

#### Cinéma
- 1956 : Attaque  (Attack) de Robert Aldrich : Pvt. Jacob R. Abramowitz (radioman)
- 1957 : Racket dans la couture (The Garment Jungle) de Vincent Sherman et Robert Aldrich : Latzo
- 1962 : Les Internes (The Interns) de David Swift : Dr Van Wyck (non crédité)
- 1963 : La Grande Évasion (The Great Escape) de John Sturges : Goff

#### Télévision

##### Séries télévisées
- 1955 : I Led Three Lives (en) : Comrade Steve
- 1957 : General Electric Theater : Bellboy
- 1957 : Lux Video Theatre (en) : Terry
- 1957 : Gunsmoke : Ed Thorpe
- 1957 : Harbormaster (en) : Pete
- 1957 et 1958 : Men of Annapolis (it) : Weaver / Red Magruder
- 1959 : Rintintin (The Adventures of Rin Tin Tin) : Charlie Buffalo
- 1961 : Ombres sur le soleil (Follow the Sun) : Peter
- 1961 : La Grande Caravane (Wagon Train) : Arthur
- 1961-1965 : Le Jeune Docteur Kildare (Dr Kildare) : Dr Thomas Gerson
- 1963-1965 : Le Fugitif (The Fugitive) : Floyd / Joey / Toby Weems / Sergent Rainey
- 1964-1965 : Twelve O'Clock High (en) : Harold Zimmerman / Sergent Loren / Lieutenant Morgan

##### Téléfilm
- 1956 : Johnny Moccasin de Laslo Benedek : Jud Johnson

### comme producteur

#### Téléfilms
- 1976 : Return to Earth
- 1976 : Woman of the Year
- 1981 : Incident à Crestridge (Incident at Crestridge)
- 1988 : La grande évasion 2 - L'histoire enfin révélée (The Great Escape II: The Untold Story)
- 1995 : L'Invité de Noël (en) (A Holiday to Remember)

### comme scénariste
- 1965 : Bob Hope Presents the Chrysler Theatre (en)